# مسجد چاله کوخرد
 مسجد چالهٔ کوخرد  مسجدی تاریخی واقع در روستای چاله از توابع بخش کوخرد شهرستان بستک در غرب استان هرمزگان
.
یکی از آثارهای تاریخی و از نقاط دیدنی استان هرمزگان در جنوب ایران است.
«مسجد چالهٔ کوخرد» در سمت قسمت جنوبی روستا و در لبهٔ رودخانه مهران واقع شده‌است.
این مسجد از بناهای دورهٔ قاجاریه است. مسجد مذکور چندبار تعمیر شده‌است. این مسجد نیز مانند سایر مساجد منطقه دارای شبستان زیر زمینی و ستون‌های آن از جهت به کار بردن قطعات و نقوش گل و بوته قابل ملاحظه‌است. پوشش تزئینی تاق و سردرها و زینت‌کاری رواق‌ها با قطعات سنگ‌تراشیده شده آهکی فوق‌العاده جالب و ظریف صورت گرفته‌است. نقوش این رواق‌ها، از سبک نقش و نگار هندی تأثیر گرفته‌است. سقف مسجد از چوب مخصوصی به نام صندل یا (چندل) که از هندوستان و مومباسا آورده می‌شد ساخته شده‌است.
بنای مسجد چالهٔ کوخرد مشتمل بر صحن، ایوانی با دو ردیف ستون و شبستانی با یک ردیف ستون چهارتایی است. سردر ورودی دارای طاق و ایوان، تیر و چوبی است. اما پوشش شبستان برخلاف دیگر مساجد قدیمی شهرستان بستک به وسیله طاق و گنبد صورت گرفته‌است. به شیوه خاصی با تزیینات گچی به صورت مربع‌های متداخل تزیین و نماسازی شده‌است. مصالح مورد استفاده در بنا سنگ و گچ در مواردی از جمله پوشش بیرونی بایه‌ها ساروج است. 
حوضچهٔ وضو در ناحیهٔ جنوبی صحن واقع شده‌است. این مسجد در سال ۱۴۱۸ هجری قمری به‌طور کامل توسط بعضی از خیرین ساکنان کشورهای شیخ نشین‌های خلیج فارس تعمیر و بازسازی شده‌است. و مناره‌ای و منبر و محرابی جدید با تزیینات زیبا به مسجد اضافه شده‌است.

## فهرست منابع و مآخذ
- محمدیان، کوخردی، محمد. (شهرستان بستک و بخش کوخرد) ج۱. چاپ اول، دبی: سال انتشار ۲۰۰۵ میلادی.
- محمدیان، کوخردی، محمد ، “ «به یاد کوخرد» “، . ج۲. چاپ اول، دبی: سال انتشار ۲۰۰۳ میلادی.
- محمد، صدیق «تارخ فارس» صفحه‌های (۵۰ ـ ۵۱ ـ ۵۲ ـ ۵۳)، چاپ سال ۱۹۹۳ میلادی.
- الکوخردی، محمد، بن یوسف، (کُوخِرد حَاضِرَة اِسلامِیةَ عَلی ضِفافِ نَهر مِهران Kookherd, an Islamic District on the bank of Mehran River) الطبعة الثالثة، دبی: سنة ۱۹۹۷ للمیلاد.